# Заречненский сельский совет (Путивльский район)
Октябрьский сельский совет (укр. Октябрська сільська рада) — входит в состав Путивльского района Сумской области Украины.
Административный центр сельского совета находится в с. Октябрьское
.

## Населённые пункты совета
- с. Октябрьское
- с. Корольки
- с. Скуносово